# Parabbit
Parabbit war das offizielle Maskottchen der Winter-Paralympics 1998 im japanischen Nagano.

## Beschreibung

Paralympisches Logo zwischen 1994 und 2004

Parabbit ist ein weißes Kaninchen. Es hat ein rotes sowie ein grünes Ohr und ist mit einem blauen Sportanzug bekleidet. Die drei Farben entsprechen den Farben des damaligen Logos des Internationalen Paralympischen Komitees. Parabbit ist mit Skiern und einem Skistock ausgerüstet. Der Name des Maskottchens setzt sich aus den Silben para und Rabbit zusammen, dabei verweist para auf die Paralympischen Spiele (Paraplegic, englisch für gelähmt bzw. Para, griechisch für neben); rabbit ist das englische Wort für Kaninchen.

## Entstehung
Das Motiv des Kaninchens als Maskottchen der Spiele wurde gewählt, da das bereits existente Logo der Winter-Paralympics 1998 die abstrahierte Form eines Kaninchenkopfes und die Farben des IPC-Logos hatte; das offizielle Maskottchen sollte dieses Logo und damit die Außenwirkung der Veranstaltung komplettieren. Um einen Namen für das Maskottchen zu finden, wurde durch das Organisationskomitee der Spiele ein landesweiter Ideen-Wettbewerb unter Schülern und Studenten ausgerufen. Insgesamt nahmen an diesem Aufruf über 10.000 Menschen teil, diese reichten 3408 verschiedene Namensvorschläge ein. Das Komitee kürte schließlich „Parabbit“ zum offiziellen Namen des Maskottchen der Paralympischen Spiele.

## Rezeption
Parabbit galt, wie generell die gesamte Öffentlichkeitsarbeit des Organisationskomitees der Paralympischen Spiele, als sehr erfolgreich und wurde von der Öffentlichkeit wohlwollend angenommen. Es kam auf verschiedenen Veranstaltungen vor und während der Spiele zum Einsatz, um die Bevölkerung für die Spiele zu begeistern und zu motivieren, außerdem wurden diverse Olympia-Souvenirs wie zum Beispiel Pins und Plüschtiere mit dem Motiv des Maskottchens angeboten. In einigen Medien wurde und wird das Maskottchen Parabbit aufgrund seines Namens, ebenso wie die Snowlets, die vier Maskottchen der Olympischen Winterspiele 1998, mit eher ironischen bzw. sogar leicht abwertenden Kommentaren bedacht.